# Христовой, Леонтий Остапович
Леонтий Остапович Христовый (род. 16 июня 1898, хутор Скажениковий, возле с.Лютеньки Гадячского уезда — 15 июля 1921, вблизи с. Загрунивка) — атаман повстанческого отряда на Полтавщине.

## Биография
Родился в селе Лютенька (ныне Гадячского района Полтавской области) в зажиточной крестьянской семье.
Участвовал в Первой мировой войне, был офицером российской армии.
С ноября 1918 состоял на службе в Армии УНР. После прихода на Полтавщину большевистских войск с декабря 1918 находился в подполье.
Член набатовской организации Полтавщины со дня её основания с январе 1919 г. В махновском движении с апреля 1919 г.
В октябре 1919 года Леонтий был командиром Полтавского корпуса РПАУ.
В 1919-1920 жил в Киеве, поддерживал контакты с украинскими подпольными патриотическими организациями, участвовал в разработке планов повстанческой борьбы против большевистской власти.
Летом 1920 Христовый возглавил повстанческий отряд, который действовал в районе Гадяча, Зенькова, Миргорода. 20-22 июля 1920 отряд Христового совместно с повстанцами атаманов Масюты и Мандыка оказывали сопротивление частям 14-й армии РККА вблизи села Лютеньки, но вынуждены были отступить. После отхода повстанческих отрядов село было сожжено, а большинство жителей расстреляны.
В августе 1920 года махновцы заняли Зеньков в штарм к ним явился Христовый ему было выдано оружие и деньги из армейской казны РПАУ.
В октябре 1920 года после подписания Старобельского соглашения Христовый со своим отрядом численностью 1000 штыков явился в Гуляйполе и присоединился к РПАУ. В ноябре 1920 Христовой получил мандат от СРПУ (м) на организацию повстанцев в Зеньковском уезде и отправки их на крымский фронт.
26 ноября штаб РПАУ потерял связь с группой Христового и не знал где он находится.
Христовый погиб в бою с чекистами (маневренна группа милиции К. Матяша) 15 июля 1921 в селе Загрунивка (теперь Полтавская область).

## Ссылка
- Украинское войско в XX-XXI веке